# Hermann Arthur Lier
Hermann Arthur Lier (* 1. Februar 1857 in Herrnhut; † 8. Februar 1914 in Radebeul) war ein deutscher Bibliothekar und Publizist.

## Leben

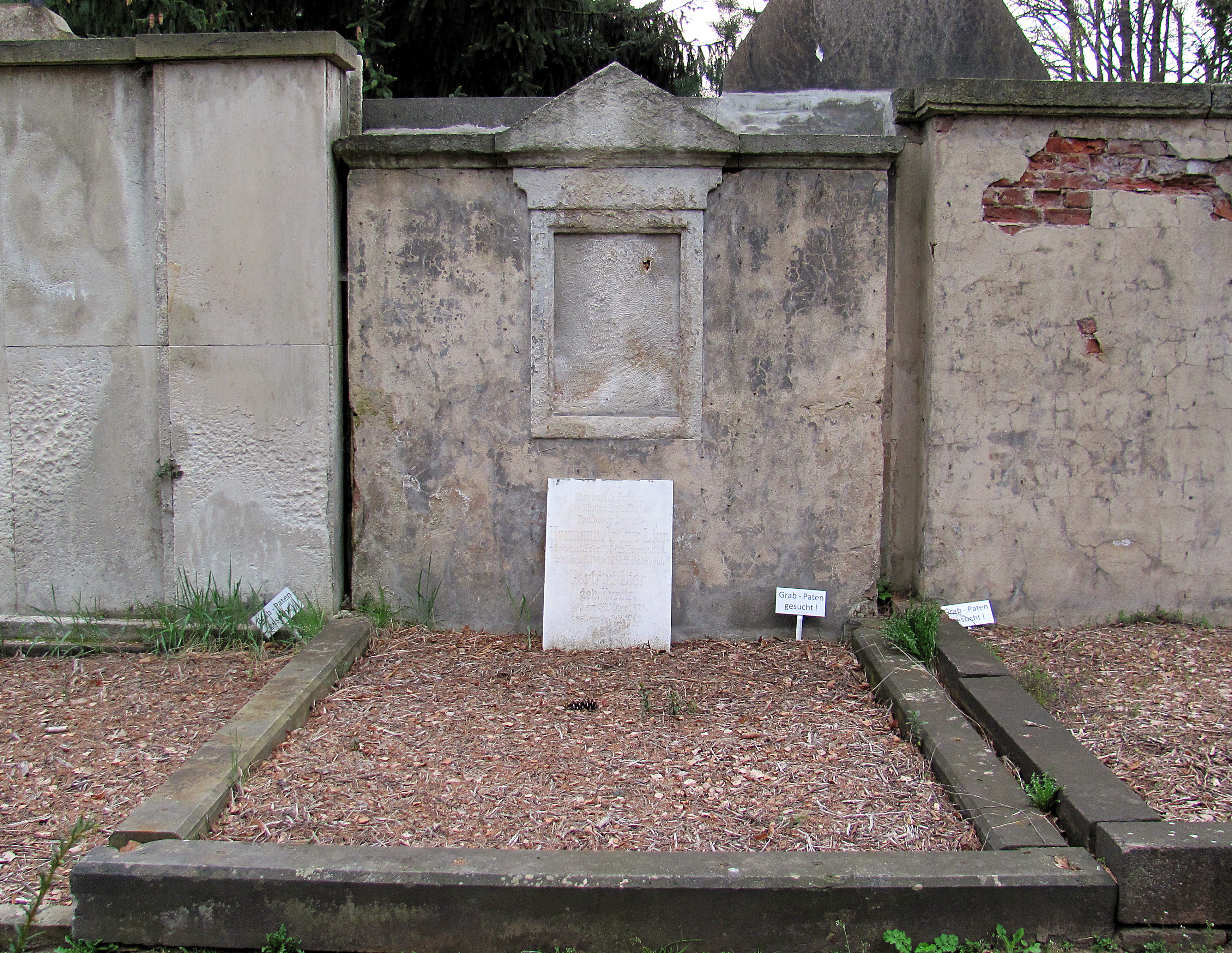
Liers Grabmal

Nach dem Abitur in Zittau studierte Hermann Lier zunächst in München Geschichte (unter anderem bei Wilhelm von Giesebrecht) und Kunstgeschichte. Ab 1879 setzte er sein Studium an der Universität Leipzig fort, wo er 1882 mit der Dissertation Der Augsburgische Humanistenkreis mit besonderer Berücksichtigung Bernhard Adelmanns von Adelmannsfelden promoviert wurde, für deren Grundlage er eine von ihm bereits 1880 verfasste Abhandlung nutzte.
Im Jahr zuvor hatte er in Dresden bereits als Hilfsarbeiter eine Tätigkeit an der Königlichen öffentlichen Bibliothek aufgenommen. Dort wurde er 1888 zum Vierten Kustos und 1896 zum Bibliothekar ernannt und arbeitete bis zu seinem Tod im Japanischen Palais, dem damaligen Bibliotheksdomizil. Lier hatte großen Anteil an der Überführung der fürstlichen Bibliothek des Herzogtums Oels im Jahre 1885. Diese war nach dem Tod des Herzogs Wilhelm von Braunschweig und Lüneburg (1806–1884) in den Besitz König Alberts von Sachsen gelangt, der sie als Schenkung der Dresdner Bibliothek übergab.
Seine publizistische Tätigkeit spiegelt sich in zahlreichen Aufsätze und Büchern zur bildenden Kunst, aber auch über Dresdner Bibliotheksbestände wider. Er veröffentlichte zahlreiche Aufsätze in Zeitungen und Zeitschriften zu diesen Themen. Zudem war er Mitarbeiter am „Allgemeinen historischen Porträtwerk“ von Woldemar von Seidlitz sowie der Allgemeinen Deutschen Biographie. 1913 erhielt Lier das Ritterkreuz erster Klasse des sächsischen Albrechts-Ordens.
Lier verstarb zuhause im Radebeuler Stadtteil Serkowitz, in der Mozartstraße 4. Sein Grabmal befindet sich im benachbarten Kötzschenbroda auf dem Friedhof Radebeul-West.

## Schriften (Auswahl)
- Der Augsburgische Humanistenkreis mit besonderer Berücksichtigung Bernhard Adelmann’s von Adelmannsfelden. In: Zeitschrift des Historischen Vereins für Schwaben und Neuburg. Band 7, 1880, ZDB-ID 958221-6, S. 68–108 (Digitalisat).
- als Hrsg.: Ein ordnung eynes vernuenftigen haushalters. In: Alemannia. Band 16, 1888, S. 207–211.